# 1054.
◄ | 10. stoljeće | 11. stoljeće | 12. stoljeće | ►
◄ | 1020-ih | 1030-ih | 1040-ih | 1050-ih | 1060-ih | 1070-ih | 1080-ih | ►
◄◄ | ◄ | 1051. | 1052. | 1053. | 1054. | 1055. | 1056. | 1057. | ► | ►►
Arhitektura • Astronomija • Knjige • Književnost • Kršćanstvo • Medicina • Pravo • Promet • Znanost

## Događaji
- Međusobno izopćenje Carigradskog patrijarha i pape. Službeno razilaženje Pravoslavne i Katoličke crkve.

## Smrti
- 20. veljače – Jaroslav I. Mudri, veliki knez Kijeva (* 978.)
- 19. travnja – Lav IX., papa (* 1002.)
- 24. rujna – Hermann od Reichenaua, njemački redovnik i učenjak (* 1013.)

## Vanjske poveznice
|  | Zajednički poslužitelj ima još gradiva o temi 1054. |